# هندسة البروتينات

هندسة البروتين هي عملية تطوير البروتينات المفيدة أو القيمة. وهو نظام جديد، مع الكثير من الأبحاث التي تجري في فهم طي البروتين والتعرف على مبادئ تصميم البروتين. وهو أيضًا سوق للمنتجات والخدمات، بقيمة تقديرية 168 مليار دولار بحلول عام 2017.
هناك استراتيجيتان عامتان لهندسة البروتين: تصميم البروتين العقلاني والتطور المباشر. هذه الأساليب ليست مستقلة ؛ غالبًا ما يطبق الباحثون كليهما معا. في المستقبل قد يتوصل إلى معرفة أكثر تفصيلاً عن بنية البروتين ووظيفته، والتقدم في الفحص عالي الإنتاجية، من قدرات هندسة البروتين بشكل كبير. في نهاية المطاف، قد يتم تضمين الأحماض الأمينية غير الطبيعية، من خلال طرق اجدد، مثل الشفرة الوراثية الموسعة التي تسمح بتشفير الأحماض الأمينية الجديدة في الشفرة الوراثية.

## الطرق

### التصميم العقلاني للبروتين
في التصميم العقلاني للبروتين، يستخدم العالِم المعرفة التفصيلية بهيكل ووظيفة البروتين لإجراء التغييرات المطلوبة. وبشكل عام، فإن هذا يتميز بكونه رخيص الثمن وسهل تقنيًا، بلرغم من أن طرق الطفر الجيني الموجه لموقع( site-directed mutagenesis) متطورة جيدًا. لكن السلبية الرئيسة هي أن المعرفة الهيكلية المفصلة للبروتين غير متوفرة في كثير من الأحيان، وحتى عندما تكون متاحة، يمكن أن يكون من الصعب جدا التنبؤ بآثار مختلف الطفرات لأن المعلومات الهيكلية للبروتين في معظم الأحيان توفر صورة ثابتة لهيكل البروتين. ومع ذلك، فقد استخدمت برامج مثل فولدنغ@هوم وFoldit تقنيات التعهيد الجماعي من أجل الحصول على نظرة ثاقبة على الأنماط البروتينية القابلة للطي.
تسعى خوارزميات تصميم البروتين الحاسوبية إلى تحديد تسلسلات أحماض أمينية جديدة منخفضة الطاقة حين طيها إلى الهيكل المطلوب المحدد مسبقًا. في حين أن مساحة التتابع التشكلي التي يحتاج إلى بحث عليها كبيرة، فإن أكثر المتطلبات الصعبة لتصميم البروتين الحاسوبي هي طاقة وظيفية سريعة ودقيقة يمكنها التمييز بين التسلسلات المثالية من تسلسلات دون المستوى الأمثل مشابهة لها.

### محاذات التسلسل المتعدد
بدون المعلومات الهيكلية عن البروتين، تحليل التسلسل البروتيني مفيد في كثير من الأحيان في توضيح المعلومات حول البروتين. تتضمن هذه التقنيات محاذات تسلسلات البروتين المستهدفة مع تسلسلات بروتين أخرى ذات الصلة. يمكن أن تيظهر هذا الاصفاف أي الأحماض الأمينية يتم حفظها بين الأنواع ومهمة بالنسبة لوظيفة البروتين. يمكن أن تساعد هذه التحليلات في التعرف على الأحماض الأمينية الساخنة التي يمكن أن تكون بمثابة مواقع مستهدفة للطفرات. يستخدم محاذات التسلسل المتعدد قواعد البيانات مثل PREFAB، وSABMARK، وOXBENCH، وIRMBASE، وBALIBASE من أجل الإشارة عن طريق مقطع (cross reference) تسلسلات البروتين المستهدفة مع تسلسلات معروفة. من تقنيات محاذات التسلسل المتعدد:

#### كلوستال أوميغا
هذه الطريقة قادرة على محاذات ما يصل إلى 190،00 تسلسل باستخدام طريقة k-tuple. يتم تجميع التسلسلات التي تتبعها باستخدام أساليب mBed وk-means. ثم يتم إنشاء دليل شجري باستخدام طريقة UPGMA التي يتم استخدامها من قبل حزمة محاذاة HH. يتم استخدام الدليل الشجري لإنشاء محاذات تسلسل متعددة.

#### مافت
برمجية متواليات متعددة لتسلسل الأحماض الأمينية أو تسلسل النوكليوتيدات. وسمي بهذا الاسم باخذ أول حرف من كل كلمة (Multiple Alignment using Fast FourierTransform) باستخدام تحويل فورييه السريع الذي يحول متواليات الأحماض الأمينية إلى تسلسل يتكون من قيم حجم وقطبية لكل رواسب أحماض أمينية. يستخدم هذا التسلسل الجديد للعثور على مناطق متشابة. مافت متاحة بحرية للاستخدام الأكاديمي.

#### محاذاة ك
تستفيد هذه الطريقة من خوارزمية مطابقة الخوارزمية وو مانبر(Wu-Manber) لتوليد محاذاة تسلسلية متعددة.

#### مقارنة التسلسل المتعدد حسب توقع السجل
تستخدم هذه الطريقة مسافات Kmer وKimura لتوليد محاذات متسلسلة بروتينية متعددة.

### التصميم الشبه عقلاني للبروتين
يستخدم التصميم شبه العقلاني معلومات عن تسلسل البروتينات، والبنية والوظيفة، جنبا إلى جنب مع الخوارزميات التنبؤية تُستخدم هذه الطرق لتحديد رواسب الأحماض الأمينية المستهدفة التي من المرجح أن تؤثر على وظيفة البروتين. تؤدي طفرات هذه الرواسب الحمضية الأمينية الرئيسية إلى إنشاء مكتبات من البروتينات الطافرة التي يحتمل أن يكون لها خصائص معززة.
تقدم التطورات في هندسة الإنزيمات شبه العقلانية وفي تصميم إنزيم دي نوفو للباحثين استراتيجيات جديدة فعالة وقوية للتلاعب بالحوافز الحيوية. لقد ثبت أن دمج الطرق المعتمدة على المتسلسلات والهيكل التركيبي من مكتبة التصاميم هو دليل توجيهي مناسب لإعادة تصميم الإنزيم. بشكل عام، لا تقارن طرق novo الحاسوبية الحالية وطرق إعادة التصميم مع المتغيرات المتطورة في الأداء التحفيزي. على الرغم من أنه يمكن إنتاج التحسين التجريبي باستخدام التطور الموجه، إلا أنه سيتم تحقيق المزيد من التحسينات في دقة تنبؤات الهيكل والقدرة التحفيزية الأكبر مع التحسينات في خوارزميات التصميم. يمكن تضمين تحسينات وظيفية أخرى في عمليات المحاكاة المستقبلية من خلال دمج ديناميكيات البروتين.